# Rafael Muñoz Núñez
Rafael Muñoz Núñez (* 14. Januar 1925 in Vista Hermosa, Michoacán, Mexiko; † 19. Februar 2010 in Aguascalientes, Mexiko) war Bischof von Aguascalientes.

## Leben
Rafael Muñoz Núñez empfing nach seiner Ausbildung im Päpstlichen Priesterseminar von Montezuma, New Mexico, USA, am 24. März 1951 die Priesterweihe in Guadalajara. Er war zunächst für die mexikanische Katholische Aktion („Acción Católica Mexicana“) tätig, später für das Erzbistum Guadalajara.
Papst Paul VI. ernannte ihn am 30. Juli 1972 zum Bischof von Zacatecas. Die Bischofsweihe spendete ihm sein Amtsvorgänger José Pablo Rovalo Azcué SM am 29. September desselben Jahres; Mitkonsekratoren waren Erzbischof Francisco Javier Nuño y Guerrero, Bischof von San Juan de los Lagos, und Adolfo Hernández Hurtado, Bischof von Zamora. Am 1. Juni 1984 wurde er von Papst Johannes Paul II. zum Bischof von Aguascalientes bestellt.
Am 18. Mai 1998 nahm Papst Johannes Paul II. seinen gesundheitsbedingten Rücktritt an. Er litt an Diabetes.